# Національна премія України імені Тараса Шевченка — лауреати 2001 року
Національні премії України імені Тараса Шевченка в галузі літератури, журналістики, мистецтва і архітектури 2001 року були присуджені Указом Президента України від 5 березня 2001 р. № 147 за поданням Комітету по Національних преміях України імені Т. Г. Шевченка. Розмір Національної премії України імені Тараса Шевченка склав п'ятдесят тисяч гривень кожна.

## Список лауреатів
| Галузь                           | Лауреат                                              | Обґрунтування                             |
| -------------------------------- | ---------------------------------------------------- | ----------------------------------------- |
| Література                       | Пашковський Євген Володимирович — письменник         | за роман «Щоденний жезл»                  |
| Музика                           | Сіренко Володимир Федорович — диригент               | за концертні програми 1995—2000 років     |
| Концертно-виконавська діяльність | Гришко Володимир Данилович — артист                  | за вокальні партії в оперних виставах     |
| Теорія та історія мистецтва      | Попович Мирослав Володимирович — філософ-культуролог | за книгу «Нарис історії культури України» |